# António Teixeira (futebolista)
António Teixeira "conhecido como "Camarão", foi um jogador de futebol português do Club Sport Marítimo. Em 12 do Abril de 1931, tornou-se internacional por Portugal, num jogo frente à Itália. Em 6 de Junho de 1926, venceu Campeonato de Portugal com a camisola do Club Sport Marítimo.